# 埃爾巴耶德阿羅約塞科 (新墨西哥州)
埃爾巴耶德阿羅約塞科（英語：El Valle de Arroyo Seco）是位於美國新墨西哥州聖菲縣的普查規定居民點。

## 人口
根據2020年美國人口普查的數據，埃爾巴耶德阿羅約塞科的面積為13.29平方千米，皆為陸地。當地共有人口1431人，而人口密度為每平方千米107.67人。